# Темишварски округ
Темишварски округ је био један од пет округа Војводства Србије и Тамишког Баната (крунске области Аустријског царства) између 1850. и 1860. године. Управни центар округа био је Темишвар.

## Историја
Војводство Србија и Тамишки Банат формирано је 1849. године и првобитно је подељено на три округа: Бачко-торонталски, Темишварско-крашовски и Сремски. 1850. године је војводство подељено на пет округа, а подручје некадашњег Темишварско-крашовског округа је подељено на Темишварски и Лугошки округ. Новом Темишварском округу је прикључен и Вршачки срез из некадашњег Бачко-торонталског округа.
1860. године укинути су и Војводство Србија и Тамишки Банат и његови окрузи, а територија Темишварског округа је тада укључена у оквир Тамишке жупаније (у саставу аустријске Краљевине Угарске).

## Географија
Темишварски округ је укључивао централни и северни део Баната. Граничио се са Бечкеречким округом на западу, Лугошким округом на истоку, аустријском Војном крајином на југу и аустријском Краљевином Угарском на северу.

## Демографија
По попису из 1850. године, округ је имао 316.565 становника, од чега:
- Румуна = 159.292
- Немаца = 101.339
- Срба = 34.263
- Мађара = 12.412
- Бугара = 3.664
- Шокаца = 2.307
- Словака = 1.650